# Johann XXII. Kämmerer von Worms

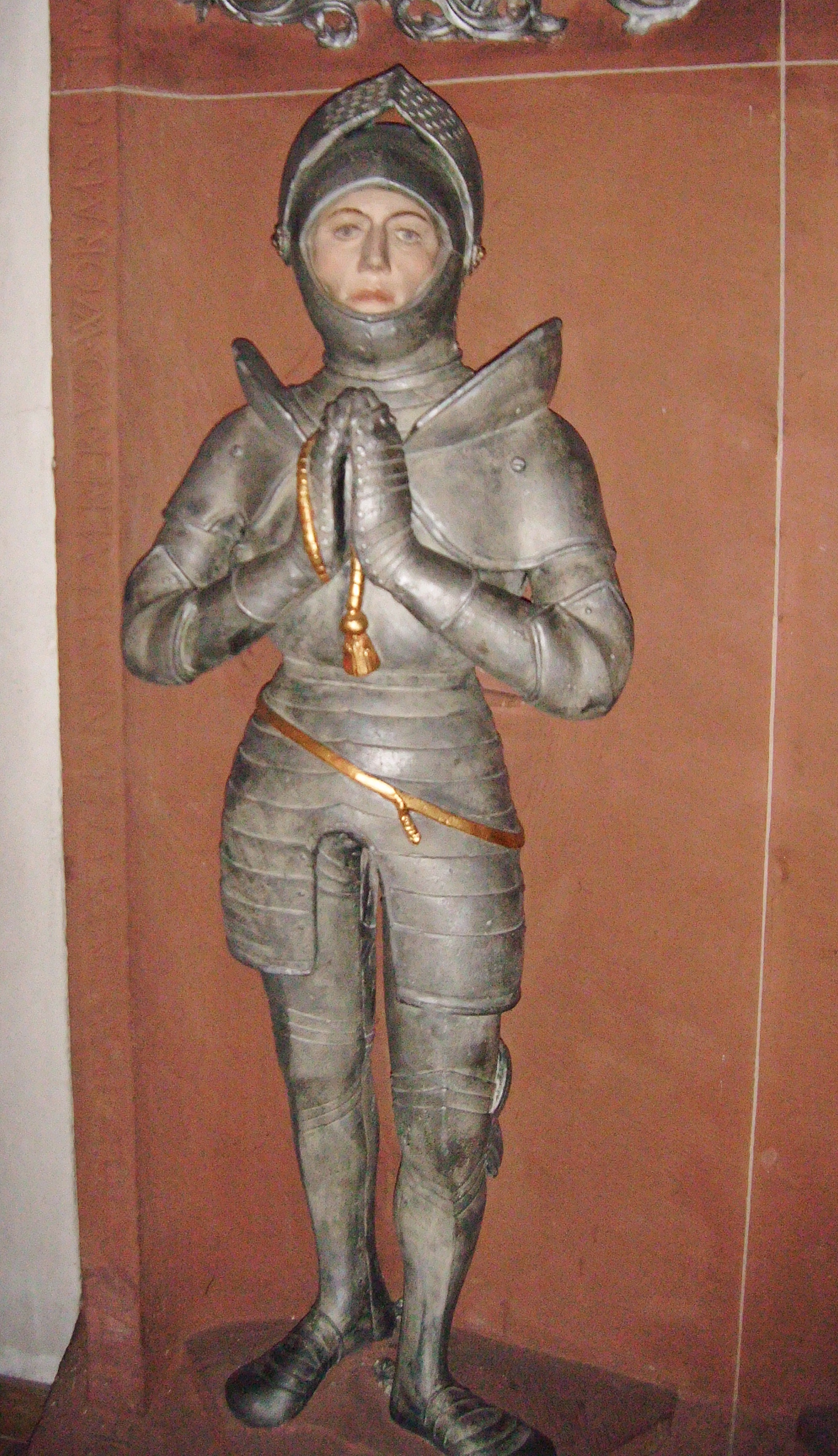
Grabfigur des Ritters Hanns Kämmerer von Worms in der römisch-katholischen Pfarrkirche St. Martin

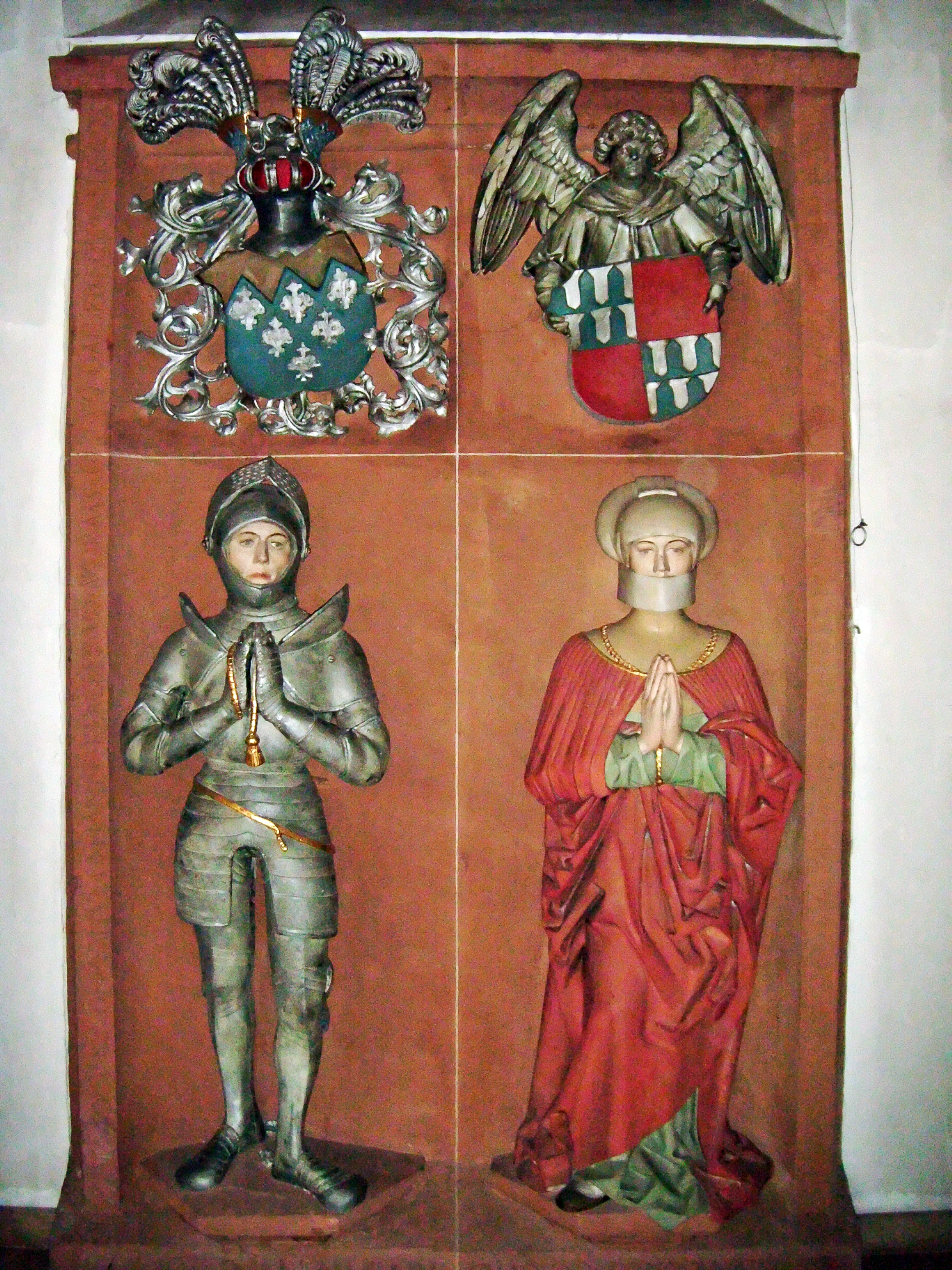
Das Grabmal der Eheleute in der Martinskirche

Johann XXII. Kämmerer von Worms, genannt zu Kropsburg, auch Hanns (* 1454; † 22. Oktober 1531), war ein deutscher Adeliger aus dem Rittergeschlecht Kämmerer von Worms, Herr der Kropsburg und zu Sankt Martin (Pfalz), dessen prächtiges Grabmal sich in der dortigen Martinskirche erhalten hat.

## Herkunft und Familie
Er wurde als Sohn des Philipp I. Kämmerer von Worms zu Herrnsheim (1428–1492) und dessen Gattin Barbara, geborene von Flersheim († 1483), Tante des späteren Speyerer Bischofs Philipp von Flersheim, geboren. Der Vater erwarb den Ort Herrnsheim und machte ihn zu seiner Residenz. Zur Familie siehe im Übrigen hier.
Johann zu Kropsburg, heiratete Katharina von Cronberg, Schwester des Walther von Cronberg (1477–1543), Hochmeister des Deutschen Ordens. Aus der Ehe stammen sieben Kinder (siehe dazu auch: hier):
1. Elisabeth[Anm. 2], * 1485[6], sie wurde Dominikanerin im Kloster Maria Himmelskron[7] in Hochheim.
2. Philipp, * um 1487[8], Ritter des Deutschen Ordens, erwähnt zwischen 1512[9] und 1521, zuletzt als Kompan der Kommende Balga.[10]
3. Joachim, * um 1494[11], † 13. Juli 1532[12], bestattet im Speyerer Dom, 1518 wurde er Domherr in Worms, 1523 in Speyer. Er war mit Philipp Melanchthon befreundet.[13]
4. Balthasar, geboren um 1495[Anm. 3] war seit 1514 Domherr in Speyer, trat 1518[14] aber wieder in den weltlichen Stand und heiratete Maria Anna Jakob(e)a von Neuhausen (* 1507/1508[15]; † 18. Juli 1582[16] oder 18. August 1582[17]). Balthasar starb 1528. Maria Anna Jakobea heiratete in zweiter Ehe Johann Sebastian von Hirnheim, Richter am Reichskammergericht, der am 31. Mai 1555 starb. In dritter Ehe heiratete sie daraufhin einen Herrn von Hohenstein, Amtmann in Höchst und Hofheim am Taunus.[18] Maria Anna Jakobea starb am 18. Juli 1582[19] oder am 18. August 1582[20] und wurde im Speyerer Dom beigesetzt.
5. Anna (* um 1489[21]) heiratete 1507 Dieter Landschad von Steinach († 1519).[22]
6. Johann XXIII. wurde 1514 als Kanoniker des Cyriakusstifts in Neuhausen genannt, ist aber jung gestorben.[Anm. 4]
7. Ursula[Anm. 5] wurde Nonne im Kloster Marienberg bei Boppard. Sie starb nach dem 30. September 1521.[23]

## Wirken
Johann nannte sich nach seiner Hauptresidenz, der Kropsburg in Sankt Martin in der Pfalz. Unter Johann wurde die dortige Pfarrkirche St. Martin 1492 mit dem noch erhaltenen gotischen Chor ausgestattet, womit er den renommierten Baumeister Jakob von Landshut beauftragte. Auf einen Auftrag durch Johann dürften überdies die gotische Madonnenfigur und das sechs Meter hohe Sakramentshaus der Kirche zurückgehen.

## Tod
Am 22. Juli 1510 starb seine Ehefrau und wurde in der Pfarrkirche von Sankt Martin beigesetzt. Johann starb 1531 und fand dort ebenfalls seine Ruhestätte. In der Kirche ist das prächtige Grabmal der Eheleute mit ihren stehenden Vollfiguren, das dem Meister von Oppenheim, einem Schüler des Hans Backoffen, zugeschrieben wird, erhalten. Johann trägt eine Rüstung. Sein Rufname ist in der Grabinschrift zweimal als Hanns angegeben.